# ヘンリー・ホッパー
ヘンリー・リー・ホッパー（Henry Lee Hopper, 1990年9月11日 - ）は、アメリカ合衆国の俳優。デニス・ホッパーのひとり息子。

## 来歴

### 生い立ち
カリフォルニア州ロサンゼルス出身。俳優のデニス・ホッパーと、その4番目の妻で女優のキャサリン・ラ・ナサの元に生まれた。腹違いの姉妹が3人いる。ガス・ヴァン・サント監督の映画『永遠の僕たち』では加瀬亮と共演。撮影時には父デニスについて「悪役を演じることが多かったけど、実際は優しい父だった。彼にはとても影響を受けているし、尊敬しているんだ」と語っている。

### 私生活
2012年、リンジー・ローハンとリカーショップで酒を買い込む姿をタブロイドされている。また同年、15歳の女性をアルコールとドラッグで酩酊させ、暴行した容疑で訴えられている。

## 主な出演作品
- 永遠の僕たち Restless （2011年）